# Rio Papagaio (Mato Grosso)
O rio Papagaio é um rio do estado de Mato Grosso, Brasil. É um afluente do rio Juruena. Banha os municípios de Campo Novo do Parecis, Sapezal e Brasnorte.

## Características
O rio Papagaio cruza e faz divisa natural de algumas terras indígenas (TI) do estado do Mato Grosso. Atravessa as áreas habitadas pelos parecis da TI Pareci e TI Utiariti, nos municípios de Campo Novo do Parecis e Sapezal. A TI Utiariti faz fronteira com a TI Tirecatinga, sendo esta última habitada pelos nambiquaras. Mais ao norte, nos municípios de Sapezal e Brasnorte, pouco antes de se encontrar com o rio Juruena, ainda faz divisão da TI Enawenê Nawê, dos enauenê-nauês com a TI Menku, dos menquis.
A princípio, a aldeia Kolokote Wynã, que significa "rio Papagaio" na língua do povo pareci, situado às margens do rio na TI Utiariti, não possuía intenção de desenvolver o turismo na região, mas o interesse dos turistas pela localização tornou a prática uma fonte de sustento para os locais.
Na aldeia Otyahaliti, localizada na TI Utiariti, os visitantes vão principalmente para conhecer o Salto Utiariti, com cerca de 91 metros de queda d'água. Além desta cachoeira, há outras ao longo do rio que possibilitam a prática de esportes e acampamento.

## Biologia
A espécie de formiga Gnamptogenys kempfi foi primeiramente identificada próximo ao rio em 1964, na terra indígena Utiariti.